# Soisy-sur-École
Soisy-sur-École là một xã ở tỉnh Essonne thuộc vùng Île-de-France miền bắc nước Pháp.
Theo điều tra dân số năm 1999, dân số xã này là 1.321 người. Ước tính dân số năm 2006 là 1.358.
Danh xưng cư dân địa phương Soisy-sur-École trong tiếng Pháp là Soiséens.